# Karabin Mauser M1889
Mauser M1889 (Fusil de 7,65 mm Mauser Mle 1889) – niemiecki karabin powtarzalny, opracowany na zamówienie armii belgijskiej. Eksportowany również do Imperium Osmańskiego (jako M1890) i Argentyny (jako M1891).

## Historia
W 1884 roku firma Mauser rozpoczęła produkcję karabinu powtarzalnego Mauser M1871/84 dla armii niemieckiej. Była to modyfikacja jednostrzałowego Mausera M1871 wyposażona w rurowy magazynek, ale tak jak M1871 strzelająca nabojami elaborowanymi prochem czarnym. Postęp techniczny sprawił jednak że już kilka lat później była to broń przestarzała. W efekcie rozpoczęto prace nad następcą karabinu M1871/84. Ponieważ następca karabinu Mauser M1871/84 został w armii niemieckiej Gewehr 88 zaprojektowany przez Gewehrprüfungskomission firma Mauser musiała szukać nabywców dla swojej broni za granicą.
W 1889 roku na zamówienie armii belgijskiej rozpoczęto produkcję pierwszego karabinu firmy Mauser zasilanego amunicją elaborowaną prochem bezdymnym. Był to karabin Mauser M1889. Został on przyjęty do uzbrojenia armii belgijskiej pod oznaczeniem Fusil de 7,65 mm Mauser Mle 1889, a jego wersja skrócona jako Carabine de 7,65 mm Mauser Mle 1889.
Karabiny Mauser M1889 były przepisową bronią żołnierzy belgijskich zarówno podczas I jak i II wojny światowej. Po klęsce Belgii w 1940 roku zdobyte przez Wehrmacht karabiny i karabinki M1889 otrzymały oznaczenie Gewehr 261(b) i Karabiner 451(b). Ponieważ były zasilane nietypową amunicją, karabiny nie trafiły do uzbrojenia liniowych jednostek armii niemieckiej.

## Opis
Mauser M1889 był bronią powtarzalną, z zamkiem czterotaktowym. Zasilanie ze stałego, jednorzędowego magazynka pudełkowego o pojemności pięciu naboi. Magazynek ładowany był przy pomocy łódki. Lufa umieszczona była w cienkościennej stalowej rurze. M1889 był wyposażony łoże i kolbę drewniane, z integralnym chwytem pistoletowym. Przyrządy celownicze składały się z muszki i celownika schodkowo-ramkowego o nastawach 100–2000 m (nastawy co 100 m).